# Lola Montes (cantante)
Lola Montes (Madrid, 24 de septiembre de 1898-18 de enero de 1983) fue una cantante española cuyo verdadero nombre era Mercedes Fernández. Se inició en el mundo artístico como bailarina en el Teatro Real de Madrid, posteriormente actuó como cantante en diferentes representaciones de zarzuela y más adelante fue intérprete de cuplés. El 20 de julio de 1921 estrenó en el Teatro Vital de Málaga el cuplé El novio de la muerte, con letra de Fidel Prado Duque y música de Juan Costa Casals, obteniendo un enorme éxito. Poco después lo interpretó en Melilla y la canción pasó a convertirse, tras ser adaptada, en himno oficioso de la legión española.

## Carrera
A lo largo de su carrera profesional actuó en numerosos teatros de toda España, entre ellos el Teatro de la Zarzuela de Madrid, Teatro Apolo de Valencia, Gran Casino de San Sebastián, Eldorado de Barcelona, Salón Imperial de Sevilla y Teatro Circo de Zaragoza. Algunos de los cuplés más conocidos que interpretó son: El amor de Lili, La Cautiva y De nena en nena, todos ellos con música y letra de Juan Martínez Abades. En 1920 emprendió una gira por América, que incluyó Cuba, Costa Rica, Panamá, Perú, Bolivia, Brasil, Chile y Argentina, obteniendo un gran éxito en Buenos Aires. Se retiró en 1925.